# 小关乡 (绥阳县)
小关乡，是中华人民共和国贵州省遵义市绥阳县下辖的一个乡镇级行政单位。

## 行政区划
小关乡下辖以下地区：
飞水村、小关村、青杠林村、银花村、辅乐村和大寨村。